# Permanent magnet
Permanente magneter er hovedsageligt magneter, som er lavet af hårde ferromagnetiske materialer. Permanente magneter bruges oftest til kompasnåle og i forbindelse med fremstilling af elektriske apparater. Permanente magneter genererer altid et magnetfelt, hvilket i bestemte situationer er et risikomoment, man må tage i betragtning.
| Fysik | Spire Denne artikel om fysik er en spire som bør udbygges. Du er velkommen til at hjælpe Wikipedia ved at udvide den. |